# Concours Voix nouvelles
Le Concours Voix Nouvelles, créé en 1988, est destiné à promouvoir des chanteurs francophones âgés de moins de 32 ans.

## Présentation
Le concours est fondé en 1988 par le Centre français de promotion lyrique devenu en 2021 Génération Opéra  afin de découvrir des chanteurs de moins de 32 ans et de faciliter leur carrière d'artiste lyrique ; les candidats doivent être originaires, scolarisés ou résidant dans l’un des pays francophones participants (France métropolitaine et d’outre-mer, Belgique, Suisse, Canada, Comores, Île Maurice, Madagascar).

## Historique
Créé en 1988, ses cinq premières éditions distinguent  : 
- 1988 : Natalie Dessay (France)[2]
- 1998 : Alexia Cousin (France)[3],[4]
- 2002 : Karine Deshayes (France)[2]
- 2018 : Hélène Carpentier (France)[5]
- 2023 : Lauranne Oliva (France)[6],[7]

### Édition 2018
La 4e édition du concours se déroule en 2018. La finale est organisée le 10 février 2018 au Théâtre national de l'Opéra-Comique et diffusée en direct sur France Musique. Les candidats sont accompagnés par l'Orchestre Colonne dirigé par Laurent Petitgirard. Le palmarès consacre : 
- Hélène Carpentier, soprano, premier prix, assorti d'une participation à Musiques en fête en direct des Chorégies d'Orange à l'été 2018, et Prix du meilleur interprète du répertoire français ;
- Angélique Boudeville, soprano, deuxième prix, prix des opéras suisses et prix du public ;
- Eva Zaïcik, mezzo-soprano, troisième prix ;
- Anas Séguin, baryton, quatrième lauréat ;
- Caroline Jestaedt, soprano, cinquième lauréate ;
- Kévin Amiel, ténor, sixième lauréat.

### Édition 2023
La 5e édition du concours se déroule en 2023 avec le soutien du ministère de la Culture et du Centre national de la musique, le mécénat de la Caisse des dépôts et consignations et de la Fondation Orange et en partenariat avec France Musique.
Dix candidats sont sélectionnés lors de la demi-finale qui a lieu à l'Opéra de Massy les 28 et 29 juin 2023. La finale nationale est organisée le 8 octobre 2023 au Théâtre national de l'Opéra-Comique. Les dix candidats sont accompagnés par l'Orchestre philharmonique de Nice dirigé par Chloé Dufresne. Agnès Jaoui est la marraine de la soirée présentée par Aliette de Laleu, enregistrée et diffusée sur France Musique le 29 décembre 2023. Le jury est constitué de quarante professionnels du monde de la culture.
Le palmarès consacre,, :
- Lauranne Oliva, soprano, premier prix, doté de 10 000 € et prix des opéras suisses ;
- Léo Vermot-Desroches, ténor, deuxième prix, doté de 7 000 € ;
- Juliette Mey, mezzo-soprano, troisième prix, doté de 4 000 € ;
- Héloïse Poulet, soprano, quatrième prix ;
- Lotte Verstaen, mezzo-soprano, cinquième prix ;
- Emy Gazeilles, soprano, sixième prix ;
- Livia Louis-Joseph-Dogué, soprano, prix du public.